# Olivia Rogowska
Olivia Rogowska (Melbourne, Australia; 7 de junio de 1991) es una jugadora de tenis profesional australiana de ascendencia polaca. Sus padres son polacos. Es diestra nació y vive en Melbourne, Australia. Su mejor clasificación en la WTA fue la número 102 del mundo, que llegó el 11 de agosto de 2014. En dobles alcanzó número 86 del mundo, que llegó el 4 de agosto de 2014. 

## Títulos ITF

### Individual (16)
| Torneos de $100,000 |
| Torneos de $80,000  |
| Torneos de $60,000  |
| Torneos de $25,000  |
| Torneos de $15,000  |

| N.º | Fecha                    | Torneo                     | Superficie    | Oponentes           | Resultado     |
| --- | ------------------------ | -------------------------- | ------------- | ------------------- | ------------- |
| 1.  | 1 de diciembre de 2008   | Sorrento, Australia        | Dura          | Chiaki Okadaue      | 3–6, 6–4, 6–2 |
| 2.  | 16 de noviembre de 2009  | Esperance, Australia       | Dura          | Alicia Molik        | 6–1, 3–6, 6–2 |
| 3.  | 13 de septiembre de 2010 | Darwin, Australia          | Dura          | Naomi Cavaday       | 6–2, 2–6, 6–0 |
| 4.  | 11 de septiembre de 2011 | Alice Springs, Australia   | Dura          | Isabella Holland    | 7-5, 7-5      |
| 5.  | 30 de octubre de 2011    | Port Pirie, Australia      | Dura          | Bojana Bobusic      | 6-3, 6-2      |
| 6.  | 4 de febrero de 2012     | Burnie, Australia          | Dura          | Irina Khromacheva   | 6-3, 6-3      |
| 7.  | 9 de septiembre de 2012  | Rockhampton, Australia     | Dura          | Sacha Jones         | 0-6, 6-3, 6-2 |
| 8.  | 7 de octubre de 2012     | Esperance, Australia       | Dura          | Ashleigh Barty      | 6-0, 6-3      |
| 9.  | 2 de febrero de 2013     | Burnie, Australia          | Dura          | Monique Adamczak    | 7-6, 6-7, 6-4 |
| 10. | 3 de febrero de 2014     | Launceston, Australia      | Dura          | Irena Pavlovic      | 5-7, 6-4, 6-0 |
| 11. | 13 de julio de 2014      | Sacramento, Estados Unidos | Dura          | Julia Boserup       | 6-2, 7-5      |
| 12. | 15 de octubre de 2016    | Cairns, Australia          | Dura          | Viktória Kužmová    | 6-1, 7-5      |
| 13. | 24 de septiembre de 2017 | Penrith, Australia         | Dura          | Kimberly Birrell    | 6-2 6-4       |
| 14. | 15 de octubre de 2017    | Cairns, Australia          | Dura          | Abigail Tere-Apisah | 1-6 6-2 6-2   |
| 15. | 5 de noviembre de 2017   | Canberra, Australia        | Dura          | Destanee Aiava      | 6-1 6-2       |
| 16. | 31 de marzo de 2019      | Canberra, Australia        | tierra batida | Priscilla Hon       | 7-6(6) 6-3    |

### Finalista (10)
| N.º | Fecha                    | Torneo                      | Superficie | Oponentes           | Resultado     |
| --- | ------------------------ | --------------------------- | ---------- | ------------------- | ------------- |
| 1.  | 27 de abril de 2009      | Bundaberg, Australia        | Dura       | Anastasia Rodionova | 5-7, 0-6      |
| 2.  | 23 de noviembre de 2009  | Kalgoorlie, Australia       | Dura       | Alicia Molik        | 6-7 (6), 3-6  |
| 3.  | 10 de abril de 2011      | Bundaberg Australia         | Dura       | Casey Dellacqua     | 2-6, 3-6      |
| 4.  | 9 de octubre de 2011     | Esperance, Australia        | Arcilla    | Casey Dellacqua     | 2-6, 1-6      |
| 5.  | 19 de febrero de 2012    | Sídney, Australia           | Dura       | Ashleigh Barty      | 1-6, 3-6      |
| 6.  | 25 de septiembre de 2012 | Port Pirie, Australia       | Dura       | Sacha Jones         | 2-6, 5-7      |
| 7.  | 14 de octubre de 2012    | Margaret River, Australia   | Dura       | Victoria Larrière   | 3-6, 3-6      |
| 8.  | 29 de octubre de 2012    | Bendigo, Australia          | Dura       | Arina Rodionova     | 4-6 5-7       |
| 9.  | 5 de agosto de 2013      | Landisville, Estados Unidos | Dura       | Madison Brengle     | 2-6 0-6       |
| 10. | 28 de febrero de 2015    | Campinas, Brasil            | Arcilla    | Andreea Mitu        | 3–6, 6–3, 2–6 |